# Siomaky (rejon żmeryński)
Siomaky (ukr. Сьомаки) – wieś na Ukrainie, w  obwodzie winnickim, w rejonie żmeryńskim, w hromadzie Żmerynka. W 2001 liczyła 1029 mieszkańców, spośród których 1010 wskazało jako ojczysty język ukraiński, 17 rosyjski, 1 białoruski, a 1 inny.